# 2010 en musique
| \| • Retour à la chronologie générale de la musique populaire • \| |
| XXIe siècle • XXe siècle • XIXe siècle • XVIIIe siècle XVIIe siècle • XVIe siècle • XVe siècle • XIVe siècle XIIIe siècle • XIIe siècle • XIe siècle • Xe siècle IXe siècle • VIIIe siècle • Haut Moyen Âge • Rome • Grèce |
| • Retour à la chronologie générale de la musique populaire • |

| • Retour à la chronologie générale de la musique populaire • |

| Années de la musique populaire : 2007 - 2008 - 2009 - 2010 - 2011 - 2012 - 2013    |
| Décennies de la musique populaire : 1980 - 1990 - 2000 - 2010 - 2020 - 2030 - 2040 |

Cet article présente les faits marquants de l'année 2010 en musique.

## Faits marquants

### En France
- 35 millions de singles (dont 33 millions en téléchargement légal) et 53 millions d'albums sont vendus en France en 2010[1].
- Premiers succès de Stromae (Alors on danse), Sexion d’Assaut (Désolé), Zaz (Je veux) et Keen'V (Le son qui bam-bam).
- Indochine et Yannick Noah se produisent pour la première fois au Stade de France.
- Retour de Dorothée après 14 ans d'absence, qui se produit 4 soirs à l’Olympia et un soir à Bercy.
- Décès de Jean Ferrat.

### Dans le monde
- Premiers succès de Bruno Mars (Just the way you are) et Nicki Minaj (Your love).
- Tournée internationale de Muse, incluant deux soirs au Stade de France.
- U2 et AC/DC terminent leurs tournées mondiales en se produisant à nouveau au Stade de France.

## Disques sortis en 2010
- Albums sortis en 2010
- Singles sortis en 2010

## Succès de l'année en France (singles)

### Chansons classées Numéro 1
Cette liste présente, par ordre chronologique, tous les titres s'étant classés à la première place du Top 50 et du Top Téléchargements, durant l'année 2010.
- Edward Maya : Stereo love
- Kesha : Tik tok
- Lady Gaga : Bad romance
- Christophe Maé : Dingue, dingue, dingue
- Stromae : Alors on danse
- Cœur de pirate & Julien Doré : Pour un infidèle
- Sexion d'assaut : Désolé
- Justin Bieber : Baby
- Jessy Matador : Allez ola olé
- David Guetta : Gettin' over you
- Shakira : Waka waka (This time for Africa)
- Collectif Métissé : Debout pour danser
- René la Taupe : Mignon, mignon
- Yolanda Be Cool : We no speak Americano
- Eminem & Rihanna : Love the way you lie
- Rihanna : Only girl (in the world)
- Mylène Farmer : Oui mais... non
- Shakira : Loca
- The Black Eyed Peas : The time (Dirty bit)
- Israel Kamakawiwoʻole : Over the rainbow

### Chansons francophones
Cette liste présente, par ordre alphabétique, tous les titres francophones s'étant classés parmi les 15 premières places du Top 50 et du Top Téléchargements, durant l'année 2010.
- 1 geste pour Haïti chérie
- BB Brunes : Lalalove you
- Camélia Jordana : Non, non, non
- Christophe Maé : Dingue, dingue, dingue
- Christophe Maé : J’ai laissé
- Christophe Maé : Je me lâche
- Collectif Métissé : Collectif Métissé
- Collectif Métissé : Debout pour danser
- Collectif Métissé : L’été toute l’année
- Cœur de pirate & Julien Doré : Pour un infidèle
- Emmanuel Moire : Sans dire un mot
- Espoir pour Haïti : Désolé
- Fatal Bazooka : Ce matin va être une pure soirée
- François le Français & Doudou : Bleu blanc rouge
- Gaëtan Roussel : Help myself (Nous ne faisons que passer)
- Géraldine Nakache & Leïla Bekhti : Chanson sur ma drôle de vie
- Guillaume Grand : Toi et moi
- Helmut Fritz : Ça gère
- Jena Lee : J'aimerais tellement
- Jena Lee : Je me perds
- Jena Lee : Du style
- Jessy Matador : Allez ola olé
- Johnny Hallyday : Et maintenant
- Joyce Jonathan : Pas besoin de toi
- Joyce Jonathan : Je ne sais pas
- Kenza Farah : Là où tu vas
- L'Algérino : Sur la tête de ma mère
- Les Enfoirés : Si l’on s’aimait, si
- M. Pokora : Juste une photo de toi
- Mozart, l'opéra rock : Le bien qui fait mal
- Mylène Farmer : Oui mais... non
- PZK : Les filles adorent
- René la Taupe : Mignon, mignon
- René la Taupe : Tu parles trop
- Sarah Riani : Intouchable
- Sexion d'assaut : Désolé
- Sexion d'assaut : Wati by night
- Shy'm : Je sais
- Soprano : Hiro
- Stromae : Alors on danse
- Tom Frager : Lady Melody
- Tom Frager : Give me that love
- Yannick Noah : Angela
- Zaz : Je veux

### Chansons non francophones
Cette liste présente, par ordre alphabétique, tous les titres non francophones s'étant classés parmi les 10 premières places du Top 50 et du Top Téléchargements, durant l'année 2010.
- Alicia Keys & Jay-Z : Empire state of mind
- Artists for Haïti : We are the world 25
- B.o.B : Airplanes
- Cascada : Fever
- Cheryl Cole : Fight for this love
- David Guetta : Memories
- David Guetta : Gettin' over you
- David Guetta & Flo Rida : Club can’t handle me
- David Guetta & Rihanna : Who’s that chick ?
- Davide Esposito : Ti amo
- Duck Sauce : Barbra Streisand
- Edalam : Follow de leader
- Edward Maya : Stereo love
- Edward Maya : This is my life
- Eminem & Rihanna : Love the way you lie
- Enrique Iglesias & Pitbull : I like it
- Gnarls Barkley : Hold on
- Gossip : Heavy cross
- Grand Galop : Hello world
- Inna : Hot
- Inna : Amazing
- Inna & Bob Taylor : Déjà vu
- Inna : 10 minutes
- Israel Kamakawiwoʻole : Over the rainbow
- Iyaz : Replay
- Jason Derulo : Whatcha say
- Jean-Roch : My love is over
- Julian Perretta : Wonder why
- Justin Bieber : Baby
- K'Naan & Féfé : Wavin’ flag
- Kat DeLuna & Akon : Push push
- Katy Perry & Timbaland : If we ever meet again
- Katy Perry & Snoop Dogg : California gurls
- Katy Perry : Teenage dream
- Katy Perry : Firework
- Kesha : Tik tok
- Klaas & Haddaway : What is love
- Klaas : Our own way
- Kylie Minogue : All the lovers
- Lady Gaga : Paparazzi
- Lady Gaga : Bad romance
- Lady Gaga & Beyoncé : Telephone
- Lady Gaga : Alejandro
- Laurent Wolf : Survive
- Lucenzo & Big Ali : Vem dançar kuduro
- Lucenzo : Baïla morena
- Martin Solveig & Dragonette : Hello
- Mika : Rain
- Mike Posner : Cooler than me
- Miley Cyrus : Party in the U.S.A.
- Mohombi : Bumpy ride
- Muse : Uprising
- Owl City : Fireflies
- Remady : No superstar
- Rihanna : Russian roulette
- Rihanna : Rude boy
- Rihanna : Only girl (in the world)
- Rihanna : What’s my name?
- Rihanna : Te amo
- Sean Paul : Hold my hand
- Shakira : Waka waka (This time for Africa)
- Shakira : Loca
- Taio Cruz : Break your heart
- Taio Cruz : Higher
- Taio Cruz : Dynamite
- The Black Eyed Peas : The time (Dirty bit)
- The Black Eyed Peas : I gotta feeling
- The Black Eyed Peas : Meet me halfway
- The Black Eyed Peas : Rock that body
- Train : Hey, soul sister
- Usher & Pitbull : DJ got us fallin’ in love
- Yolanda Be Cool : We no speak Americano

## Succès de l'année en France (albums)
Cette liste présente, par ordre alphabétique, les albums sortis en 2010 ayant obtenu une certification Platine ou Diamant en France.

### Doubles disques de diamant (plus d'un million de ventes)
- Zaz : Zaz

### Disques de diamant (plus de 500.000 ventes)
- The Black Eyed Peas : The beginning
- Christophe Maé : On trace la route
- Les Enfoirés : La crise de nerfs
- Les Prêtres : Spiritus Dei
- Mylène Farmer : Bleu noir
- Nolwenn Leroy : Bretonne
- Shakira : Sale el sol
- Yannick Noah : Frontières

### Triples disques de platine (plus de 300.000 ventes)
- Ben l'Oncle Soul : Ben l'Oncle Soul
- Israel Kamakawiwoʻole : Alone in iz world
- Jean-Louis Aubert : Roc éclair
- Michel Sardou : Être une femme 2010
- Sexion d'assaut : L'école des points vitaux
- Shy'm : Prendre l'air

### Doubles disques de platine (plus de 200.000 ventes)
- Bruno Mars : Doo-Wops and Hooligans
- James Blunt : Some kind of trouble
- Katy Perry : Teenage dream
- M. Pokora : Mise à jour
- Michael Jackson : Michael

### Disques de platine (plus de 100.000 ventes)
- Calogero : V.O.-V.S.
- Camélia Jordana : Camélia Jordana
- Eddy Mitchell : Come back
- Eminem : Recovery
- Gaëtan Roussel : Ginger
- Gorillaz : Plastic beach
- Gotan Project : Tango 3.0
- Joe Dassin : Les 100 plus belles chansons
- Patrick Fiori : L'instinct masculin
- Phil Collins : Going back
- Raphael : Pacific 231
- Seal : VI Commitment
- Soprano : La colombe
- Yodelice : Cardioid

## Succès internationaux de l’année
Cette liste présente, par ordre alphabétique, les trente titres et albums ayant eu le plus de succès dans les charts internationaux en 2010,.

### Singles
- B.o.B & Hayley Williams : Airplanes
- B.o.B & Bruno Mars : Nothin' on you
- Bruno Mars : Just the way you are
- Cee-Lo Green : Fuck you!
- David Guetta & Flo Rida : Club can’t handle me
- Edward Maya : Stereo love
- Eminem & Rihanna : Love the way you lie
- Eminem : Not afraid
- Enrique Iglesias & Pitbull : I like it
- Iyaz : Replay
- Jason Derulo : In my head
- Katy Perry & Snoop Dogg : California gurls
- Katy Perry : Teenage dream
- Katy Perry : Firework
- Kesha : Tik tok
- K'Naan : Wavin' flag
- Lady Antebellum : Need you now
- Lady Gaga : Alejandro
- Lady Gaga & Beyonce : Telephone
- Owl City : Fireflies
- Pink : Raise your glass
- Rihanna : Only girl (in the world)
- Rihanna : Rude boy
- Shakira : Waka waka (This time for Africa)
- Taio Cruz : Dynamite
- Taio Cruz & Ludacris : Break your heart
- The Black Eyed Peas : The time (Dirty bit)
- Train : Hey, soul sister
- Usher & Will.i.am : OMG
- Yolanda Be Cool : We no speak Americano

### Albums
- AC/DC : Iron Man 2
- Arcade Fire : The suburbs
- Bon Jovi : Greatest hits
- Disturbed : Asylum
- Drake : Thank me later
- Eminem : Recovery
- Glee: The music, vol. 3 - Showstoppers
- Gorillaz : Plastic beach
- Iron Maiden : The final frontier
- Jack Johnson : To the sea
- Justin Bieber : My world 2.0
- Kanye West : My beautiful dark twisted fantasy
- Katy Perry : Teenage dream
- Ke$ha : Animal
- Kings of Leon : Come around sundown
- Lady Antebellum : Need you now
- Lady Gaga : The fame monster
- Lil Wayne : I am not a human being
- Linkin Park : A thousand suns
- Mumford & Sons : Sigh no more
- Nicki Minaj : Pink friday
- Pink : Greatest hits... so far!!!
- Rihanna : Loud
- Sade : Soldier of love
- Sugarland : The incredible machine
- Susan Boyle : The gift
- Taylor Swift : Speak now
- The Black Keys : Brothers
- Usher : Raymond v. Raymond
- Vampire Weekend : Contra

## Concerts
Selon le magazine Billboard, les dix tournées ayant rapporté le plus de recettes sur l'année sont :
1. Bon Jovi
2. U2
3. AC/DC
4. Lady Gaga
5. The Black Eyed Peas
6. James Taylor et Carole King
7. Eagles
8. Metallica
9. Dave Matthews Band
10. Paul McCartney

## Récompenses
- États-Unis : 53e cérémonie des Grammy Awards
- États-Unis : American Music Awards 2010 (en)
- États-Unis : MTV Video Music Awards 2010
- Europe : MTV Europe Music Awards 2010
- Europe : Concours Eurovision de la chanson 2010
- France : 26e cérémonie des Victoires de la musique
- France : 12e edition des NRJ Music Awards
- Québec : 32e gala des prix Félix
- Royaume-Uni : Brit Awards 2010

## Formations et séparations de groupes
- Groupe de musique formé en 2010
- Groupe de musique séparé en 2010

## Décès
- 1er janvier : Lhasa à 37 ans.
- 10 janvier : Mano Solo à 46 ans.
- 6 mars : Mark Linkous à 48 ans.
- 13 mars : Jean Ferrat à 79 ans.
- 28 mars : Linda William à 45 ans.
- 8 avril : Malcolm McLaren à 64 ans.
- 14 avril : Peter Steele à 48 ans.
- 19 avril : Guru à 43 ans.
- 16 mai : Ronnie James Dio à 67 ans.
- 24 mai : Paul Gray à 38 ans.
- 30 mai : Denis Wielemans à 27 ans.
- 8 juin : Stuart Cable à 40 ans
- 18 septembre : Patrick Saint-Éloi à 51 ans.
- 30 décembre : Bobby Farrell à 61 ans.